# I Spy (band)
I Spy was een Canadese punkband opgericht in Regina, Saskatchewan in 1991. Later, in 1994, verhuisde de groep naar Winnipeg, Manitoba, waarna de band in 1996 werd opgeheven. I Spy heeft enkele platen via Recess Records laten uitgegeven en heeft op internationaal niveau getoerd. Frontman Todd Kowalski is later bij de band Propagandhi gaan spelen.

## Geschiedenis
De band werd opgericht onder de naam Clump (ook wel Klump) en bestond uit zanger en gitarist Todd Kowalski ("Todd the Rod"), gitarist Jeromy Van Dusen ("Rary"), bassist Juan David Guerrero ("Guido" or "Olive"), en drummer James Ash ("Jimmy Juice Pig"). De teksten van de band gingen voornamelijk over politiek linkse onderwerpen en de band ging veel op tournee.
In 1994 bracht I Spy samen met Propagandhi een 10" splitalbum uit getiteld I'd Rather Be Flag-Burning, waarna de twee bands later dat jaar op tour in het westen van Canada gingen. In 1994 en 1995 deed I Spy onder andere de Verenigde Staten, Canada en Europa aan. Van Dusen verliet de band in 1995 na de Europese tour, waardoor I Spy op het laatst nog maar drie leden telde. Uiteindelijk verving Sean Talarico de oorspronkelijk bassist Guerrero, die terugging naar Regina.
G7 Welcoming Committee Records gaf de complete discografie van de band uit op slechts een cd getiteld Perversity Is Spreading... It's About Time! Dit album bevat alle nummers die de band ooit heeft opgenomen, inclusief bonustracks en covers. Kowalski ging in 1997 bij Propagandhi spelen nadat bassist John K. Samson de band verliet om The Weakerthans op te richten.

## Leden
- Todd Kowalski - zang, gitaar (1991-1996)
- James Ash - drums, zang (1991-1996)
- Juan David Guerrero - basgitaar (1991-1995)
- Jeromy Van Dusen - gitaar (1991-1995)
- Sean Talarico - basgitaar (1995-1996)

## Discografie
- I'd Rather Be Flag-Burning (1994, splitalbum met Propagandhi, Recess Records)
- Revenge of the Little Shits (1995, studioalbum, Recess Records)
- Ich Möchte Ilona Christen Die Brille Von Der Nase Schlagen / I Quit Your Army, Wiener! (1995, splitalbum met ...But Alive)
- Perversity Is Spreading... It's About Time! (1998, verzamelalbum, G7 Welcoming Committee Records)